# Palazzo d'Accursio
 (juin 2020).
Si vous disposez d'ouvrages ou d'articles de référence ou si vous connaissez des sites web de qualité traitant du thème abordé ici, merci de compléter l'article en donnant les références utiles à sa vérifiabilité et en les liant à la section « Notes et références ».
Le Palazzo d'Accursio, aussi appelé Palazzo Comunale, situé sur la Piazza Maggiore, est l'actuelle mairie de la ville de Bologne.

## Description
Le palais est en réalité un assemblage de bâtiments qui ont été unis au cours des siècles et qui était à l'origine la résidence d'Accursius, juriste et maître de droit à l'Université de Bologne. En 1136 il devint la résidence des Anziani (les Anciens), puis par la suite le siège du gouvernement de la ville. 
Au XVe siècle, l'architecte Fioravante Fioravanti (it) agrandit le palais avec l'ajout, entre autres, de l'horloge de la Torre d'Accursio. Le bâtiment fut également modifié dans les premières années du XVIe siècle après la chute des Bentivoglio.

### L'extérieur
En façade une porte est surmontée par une statue de bronze de Grégoire XIII de 1580, il se trouve aussi une Vierge à l'Enfant, œuvre de Niccolò dell'Arca en 1478, à l'arrière une porte à herse protégeait ce côté.
La porte monumentale est rénovée en 2023.

### L'intérieur
À l'intérieur, le palais conserve la mémoire des événements historiques et politique de la ville de Bologne. Au premier étage, où est l'actuelle salle du conseil communal, se trouvent des fresques peintes par Angelo Michele Colonna et Gioacchino Pizzoli entre 1675 et 1677. C'est au second étage, que se situe la salle Farnese, dans laquelle l'empereur Charles Quint fut couronné en 1530, où la décoration rappelle les vicissitudes de la ville du Moyen Âge au XVIIe siècle.